# Vlado Milunić
Vlado Milunić (Zagreb, 3 maart 1941 – 17 september 2022) was een Tsjechische architect van Joegoslavische origine. Hij werd geboren in Zagreb in het hedendaags Kroatië en verhuisde op zijn vijftiende naar Tsjecho-Slowakije, waar hij ook zijn opleiding genoot.
Hij is onder meer bekend als de architect van het Dansende Huis (Tsjechisch: Tančící dům), dat hij ontwierp met Frank Gehry, met wie hij vaker samenwerkte. Ook was hij verantwoordelijk voor het ontwerp van de Petřiny-huizenblokken in Praag 6. Gedurende zijn carrière gaf hij les aan de Tsjechische Technische Universiteit.

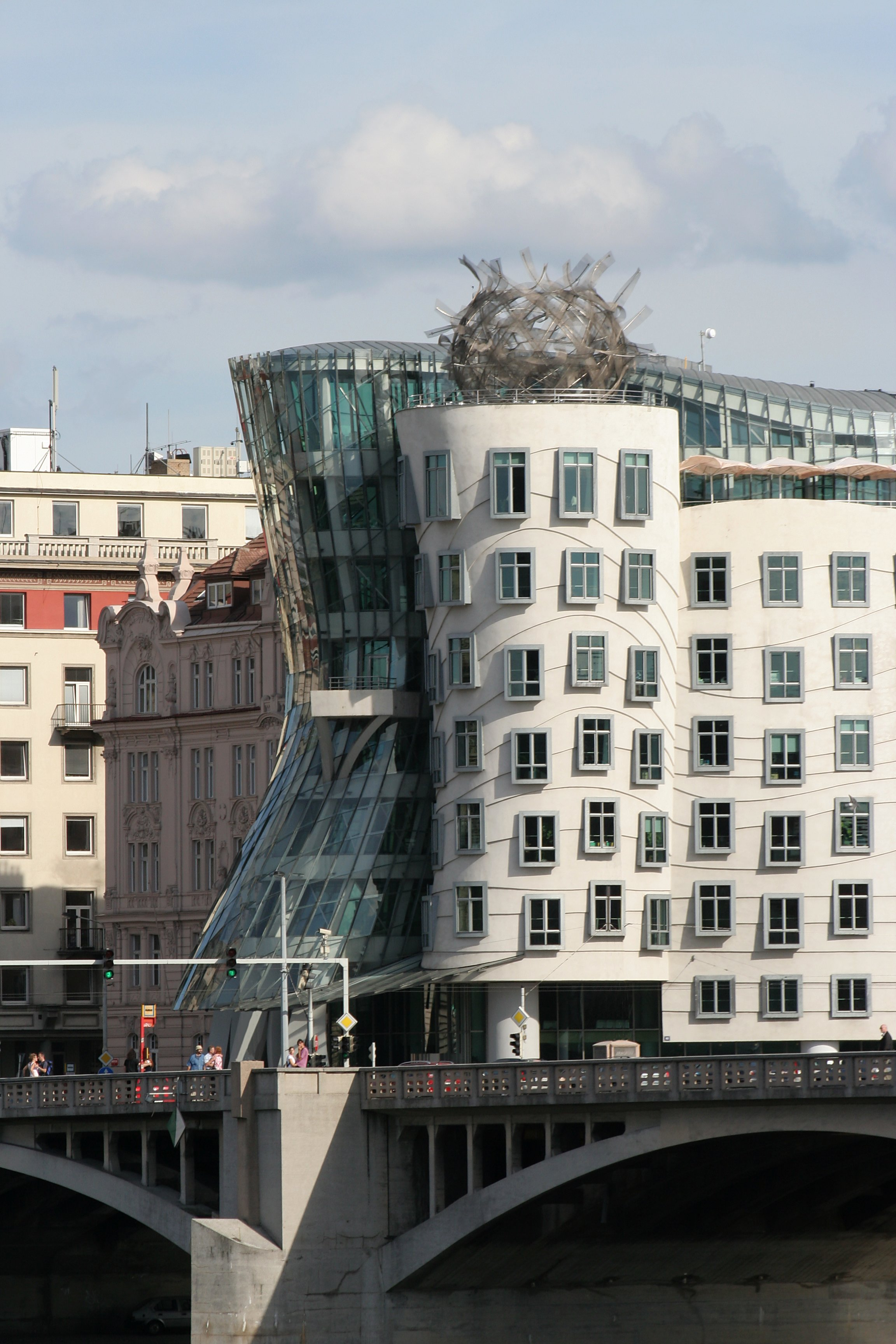
Het Dansende Huis in Praag
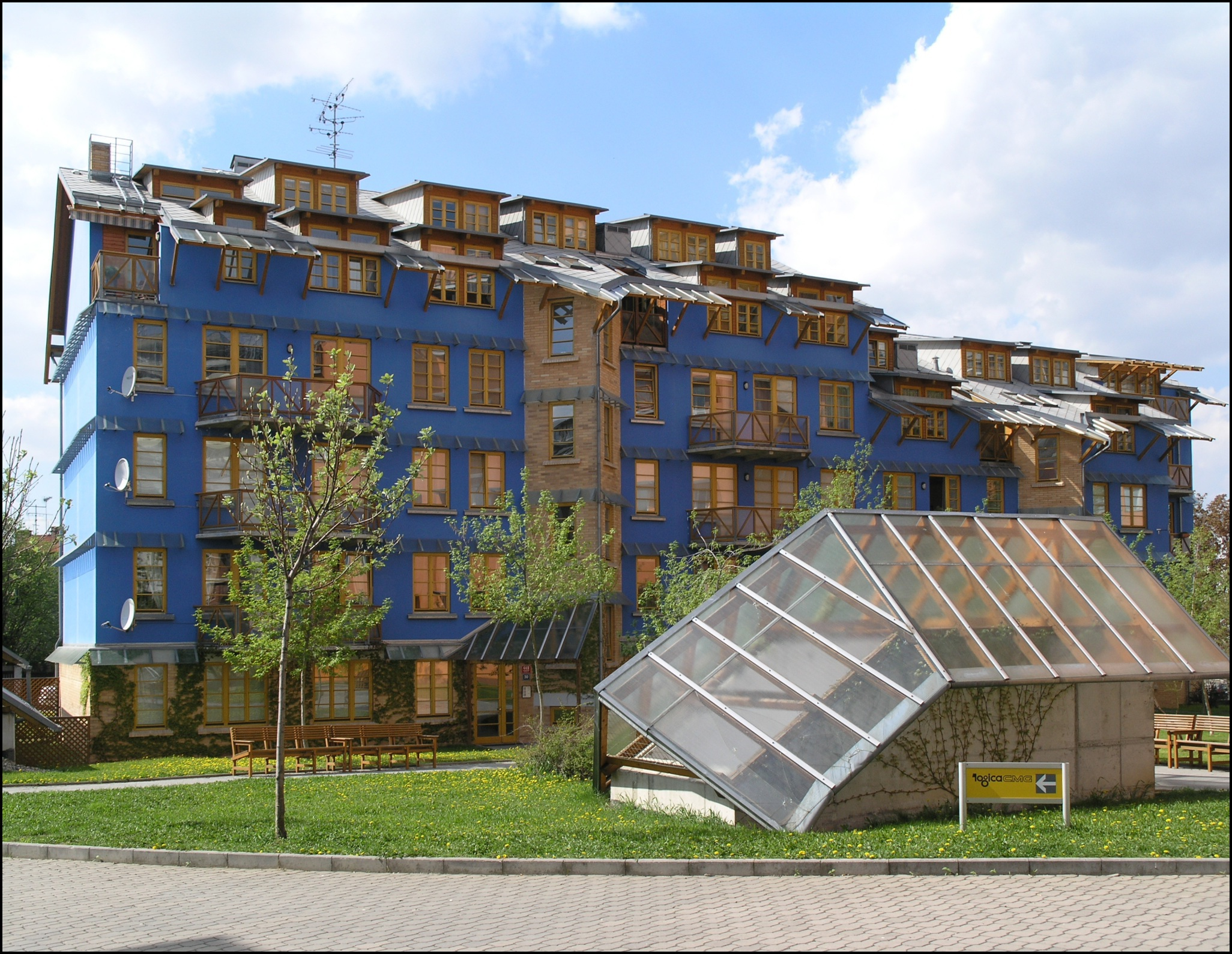
Het Hvězda complex in Praag

- Bibsys: 4049059
- Bibliothèque nationale de France: cb15017652n (data)
- Gemeinsame Normdatei: 135903084
- International Standard Name Identifier: 0000 0000 7845 6762
- Library of Congress Control Number: no2004122409
- Nationale Bibliotheek van Tsjechië: jo2002105411
- Nationale en Universitaire bibliotheek Zagreb: 000367960
- Système universitaire de documentation: 24991333X
- Union List of Artist Names: 500108138
- Virtual International Authority File: 19958724
- WorldCat: E39PBJgd7vh8RGGXX9MyPWK8G3